# メヒカリ (バハ・カリフォルニア州)
メヒカリ（スペイン語: Mexicali, スペイン語: [mexiˈkali] ( 音声ファイル)）は、メキシコのバハ・カリフォルニア州の市、基礎自治体。人口は約100万人（2018年）。メヒカリはアメリカ=メキシコ国境沿いにあり、カリフォルニア州インペリアル郡のカレクシコと接している。

## 概要
メヒカリはバハ・カリフォルニア州の州都であり、ティフアナについで同州で2番目に大きな都市である。

### 名前の由来
市の名前は、メヒコ（Mexico、メキシコの現地読み）とカリフォルニア（California）という2つの単語の一部を組み合わせたものである。国境のアメリカ側には同じ2つの単語の合成によるカレクシコという町がある。

## 歴史

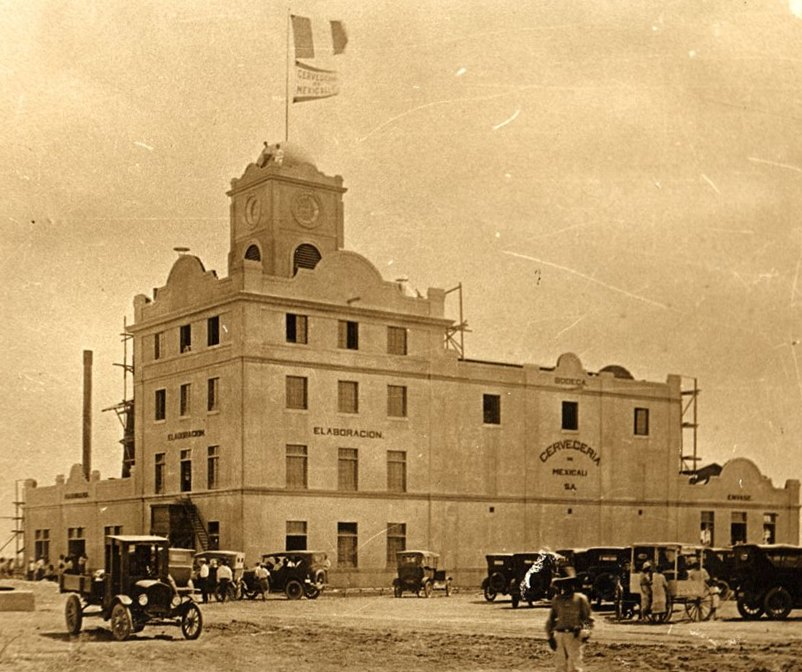
1920年代のセルヴェセリア・メヒカリ

スペイン人たちはソノラ砂漠のエル・カミーノ・デル・ディアブロ（悪魔の道）を越えてこの地に到達した。これはカトリック教会の宣教師による福音伝道へとつながり、元々この地にいた先住民の人口は減少していった。現在では、先住民のココパ族はハーディ川とコロラド川の合流点に近い三角州の、政府の保護下にある小さな領域に居住している。彼らの多くはエヒードで農場に従事するか、漁業を営んでいる。
この地域における初期のヨーロッパ人は、フアン・バウティスタ・デ・アンサが率いたコロラド砂漠を越えたスペインの探検隊と、彼らが拓いたソノラ街道を渡った旅人たちのみであった。また、イエズス会は現在のフォート・ユマに宣教植民地を設立しようと試みていた。1781年にユマ族（ケチャン族）が反乱を起こすと、イエズス会は撤退した。その後、スペイン人はバハ・カリフォルニア半島北東部を度々洪水に見舞われる制御し難い砂漠の三角州と考え、あまり関与しなかった。1820年代になるとメキシコ当局がソノラ街道を再開し、ユマ族とも関係を修復した。

### 19世紀
19世紀半ば、サザン・パシフィック鉄道で働く地質学者が三角州を訪れ、川の沈殿物が堆積して濃厚に適した土地であること（それは、先住民のユマ族が何世紀も前から知っていたこと）を発見した。これらの沈殿物は川の西側まで広がり、シエラ・クカパの麓の浅い盆地に蓄積された。しかし、この時代から1880年代までは、厳しい気候のためほとんど人は住んでいなかった。1888年、メキシコ政府はメヒカリを含むバハ州北部の大部分をギジェルモ・アンドラーデに与え、アメリカ合衆国との国境付近の入植地とした。しかし1900年頃には、ココパ族を除くと、実際に人が居住しているのはメヒカリの東のアルゴドネスに集中していた。

### 20世紀

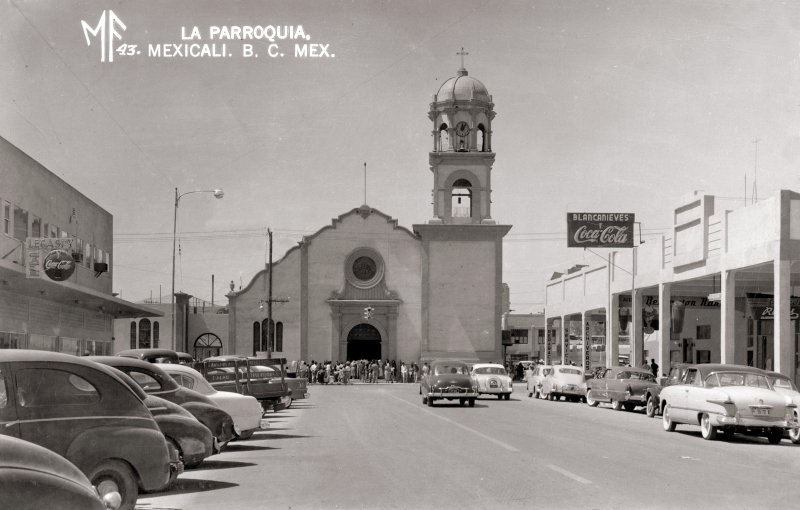
1940年代のメヒカリ市街地

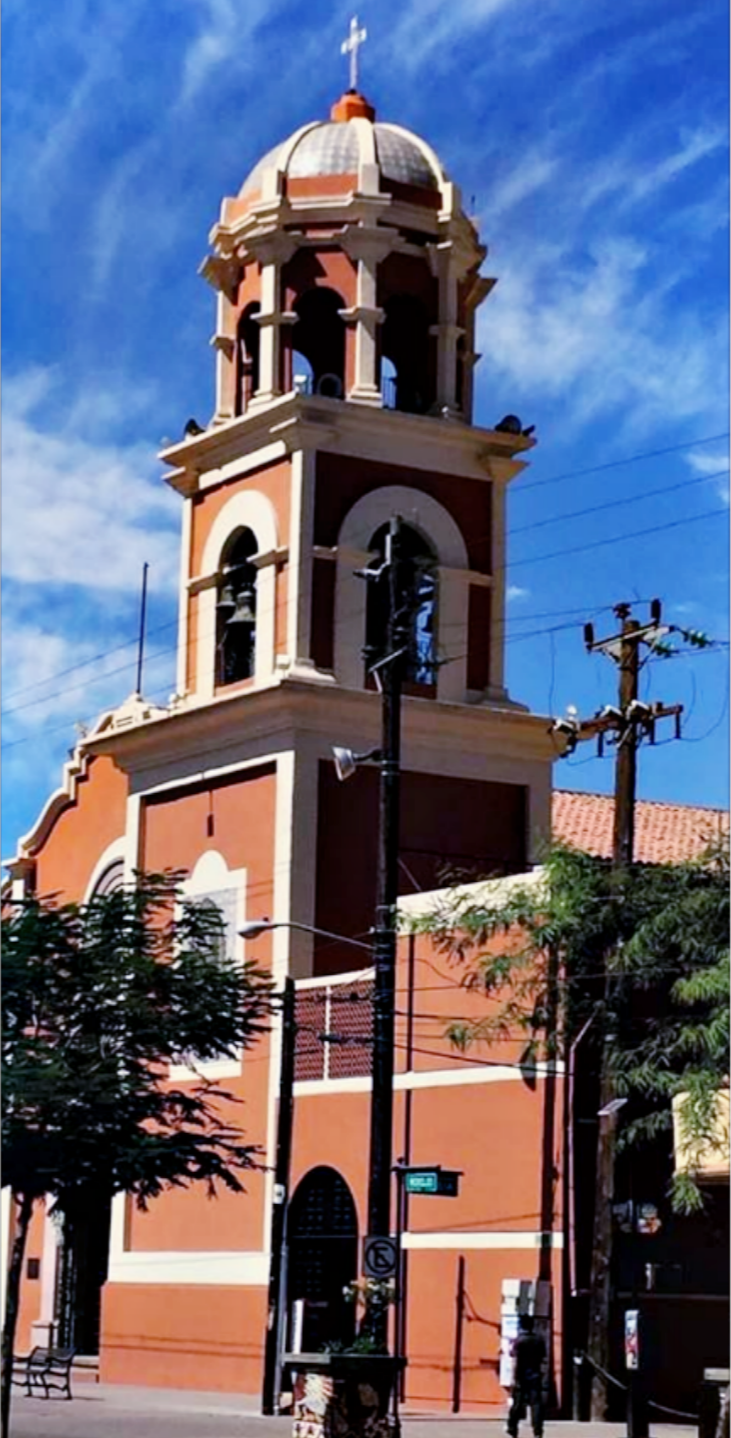
グアダルーペ聖母大聖堂

1900年、アメリカ合衆国に拠点を置くカリフォルニア・ディヴェロップメント・カンパニーはディアス政権から三角州にアラモ運河を建設し、コロラド川までを結ぶ許可を得た。農民たちを惹きつけようと、開発者たちはこの地をインペリアル・ヴァリィと名づけた。1903年に最初の農民500人が到着し、その翌年には渓谷の405km2が灌漑され、綿花、果物、野菜などを収穫するためおよそ10,000人がこの地に入植した。国境をまたぐように居住地は密集しており、アメリカ側はカレクシコ、メキシコ側はメヒカリと呼ばれていた。ロサンゼルス・タイムズの発行者であったハリー・チャンドラーは、1905年までにバハ・カリフォルニア州北部の800,000ヘクタールの土地を支配し、灌漑施設の構築を開始した。しかし、チャンドラーはメキシコの労働者を使って掘削工事を行うのではなく、中国から何千人もの労働者を連れてきた。そのため、メヒカリには中国の文化的影響が残った。
この地域のメキシコ側は、コロネル・アグスティン・サンギネスによって「メヒカリ」と命名され、当初はエンセナーダ行政区に属していた。メヒカリの街はマヌエル・ヴィスカラを最初の首長および判事補として、1903年3月14日に正式に設立された。1911年1月29日、メキシコ革命の最中、メキシコ自由党によって一時的に「解放」された。1914年11月4日、バルタザール・アヴィレスはメヒカリ市を宣言し、最初の市長を決める選挙を呼びかけた。
20世紀には、アメリカ合衆国に拠点を置くコロラド・リヴァーランド・カンパニーがメキシコの土地を農民に貸し出すことに注力したが、その農民たちのほとんどは中国人、東インド人、日本人などの外国人で、メキシコ人は季節限定の労働者としてのみ雇用されていた。このような状況は、1937年の「土地への攻撃（El Asalto a las Tierras）」と呼ばれる農業紛争へとつながった。
20世紀の間、農業の生産量は増加し続けた。中でも綿花は最も重要な作物となり、繊維産業の発展に寄与した。1950年代初頭、この渓谷は国内最大の綿花の産地となり、1960年代には生産量は年間500,000区画に達した。
1960年代、ブラセロ・プログラムの終了とともに、最初の工場が建てられた。1988年の調査では、電子機器関連10社、自動車部品関連25社、繊維関連27社、プラスチック関連9社を含む100社の工場があることがわかった。マキラドーラの多くはアメリカの企業によって運営されており、次いでメキシコ、韓国、日本などの企業であった。

### 21世紀
現在、メヒカリは自動車、航空宇宙、通信、冶金、健康器具などの分野でマキラドーラの重要な拠点となっており、製造はもちろんのこと、各国への輸出も行われている。
2010年4月4日（イースター）、メヒカリの南南東およそ60kmを震源としてバハ・カリフォルニア地震が発生した。アメリカ地質調査所の調べによると、マグニチュードは7.2、発生時刻は15時40分40秒（現地時間、UTC-8）である。最大メルカリ震度階級は国境付近のバハ・カリフォルニア州北部で観測されたVII（非常に強い）で、ティフアナ、サンディエゴ、ロサンゼルス、またアリゾナ州の一部などの西部でも揺れが感じられた。

## 地理

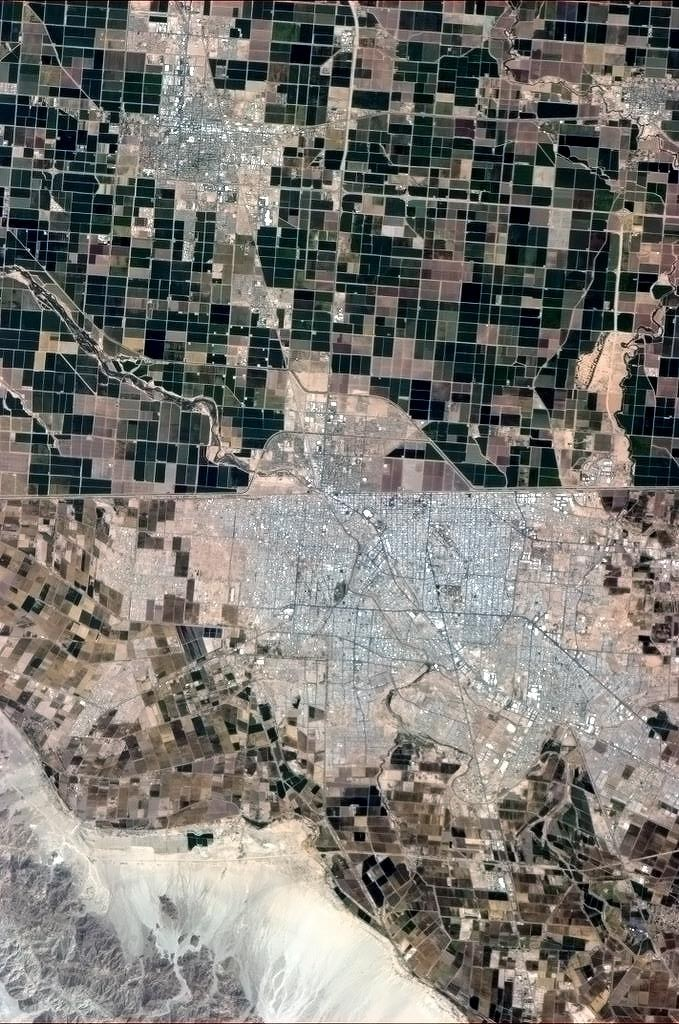
宇宙から見たアメリカ＝メキシコ国境

メヒカリ渓谷は、メキシコで最も大きく、最も肥沃な渓谷のひとつである。50種類を超える作物が栽培されており、その生産量はインペリアル・ヴァリィに比類する。産業界に与えられた免税措置の恩恵により、メヒカリと周辺の都市には国内外からの投資が行われていた。メヒカリ渓谷は国内最大の灌漑地域でもあり、一帯の主要な水源となっている。
メキシコの研究機関の調査によると、メヒカリは2010年の粒子状物質（PM10）評価値が137で、国内の大都市の中で最も大気汚染が懸念されている。その理由は、道の舗装が不十分であることと、（特に夏場の）風が少ないことと考えられている。街は膨大な量のごみ問題に取り組んでおり、古い家電製品、電子廃棄物、使用済みのタイヤなど、それらの一部はアメリカからやってくる。国境周辺の政府機関は公害の問題を優先しておらず、環境基準の施行が甘いことが賃金の低さと並んで多国籍の企業が工場を置く理由と考えられている。一般的に、マキラドーラは有害な廃棄物を自国に戻すことになっているが、場合によってはメキシコで処理することも可能である。

### 環境問題
メヒカリは砂漠の乾燥地帯に位置しているが、渓谷の帯水層の恩恵で水に恵まれている。1994年の水に関する条約により、街はコロラド川から年間1,500,000エイカーフィート（1.9km3）を取水することが保証されている。しかし、アメリカで提案されているオールアメリカン運河によるコンクリートの打ち付けは、メヒカリでタマネギ、ムラサキウマゴヤシ、アスパラガス、カボチャなどの灌漑に使われている数十億ガロンもの水を遮断してしまう。
近くにあるセロ・プリエト火山には、水銀を含む汚染物質を多く排出する地熱発電所が隣接されている。
2014年現在、地熱発電所の周辺数マイルにおよぶ環境汚染のため、政府は立ち入り制限区域を設定している。

### 気候
メヒカリはケッペンの気候区分において砂漠気候（BWh）に分類され、降水量は年間を通して少なく、夏は長くて非常に暑く、冬は穏やかで温かい。年間降雨日数は16日ほど、年間降水量はわずか70.9mmほどである。通常、雨は12月から2月にかけての冬季に降る。夏はほとんど雨が降らないが、年によっては雷雨、また太平洋から上空を通過する熱帯低気圧やハリケーンの名残りが大雨を降らせることがある。よく知られた例として、1976年のハリケーン・キャスリーンはこの地域に大雨をもたらした。冬場には、メヒカリから西へ45分ほどのシエラ・デ・フアレスにあるラ・ルモローサを通過する吹雪の影響により、2日から1週間ほど気温が低下することがある。7月が最も気温が高く、平均気温は33.9℃、平均最高気温は42.3℃。最も気温が低いのは1月で、平均気温は13.1℃、平均最低気温は5.8℃である。
1995年7月28日には、メヒカリで52.0℃の気温が観測された。
| メヒカリ（1951 - 2010）の気候          | メヒカリ（1951 - 2010）の気候 | メヒカリ（1951 - 2010）の気候 | メヒカリ（1951 - 2010）の気候 | メヒカリ（1951 - 2010）の気候 | メヒカリ（1951 - 2010）の気候 | メヒカリ（1951 - 2010）の気候 | メヒカリ（1951 - 2010）の気候 | メヒカリ（1951 - 2010）の気候 | メヒカリ（1951 - 2010）の気候 | メヒカリ（1951 - 2010）の気候 | メヒカリ（1951 - 2010）の気候 | メヒカリ（1951 - 2010）の気候 | メヒカリ（1951 - 2010）の気候 |
| 月                                     | 1月                           | 2月                           | 3月                           | 4月                           | 5月                           | 6月                           | 7月                           | 8月                           | 9月                           | 10月                          | 11月                          | 12月                          | 年                            |
| -------------------------------------- | ----------------------------- | ----------------------------- | ----------------------------- | ----------------------------- | ----------------------------- | ----------------------------- | ----------------------------- | ----------------------------- | ----------------------------- | ----------------------------- | ----------------------------- | ----------------------------- | ----------------------------- |
| 最高気温記録 °C （°F）                 | 34.0 (93.2)                   | 34.0 (93.2)                   | 39.5 (103.1)                  | 41.0 (105.8)                  | 47.0 (116.6)                  | 51.4 (124.5)                  | 52.0 (125.6)                  | 50.4 (122.7)                  | 47.1 (116.8)                  | 47.4 (117.3)                  | 39.8 (103.6)                  | 31.3 (88.3)                   | 52.0 (125.6)                  |
| 平均最高気温 °C （°F）                 | 20.5 (68.9)                   | 23.0 (73.4)                   | 26.0 (78.8)                   | 29.7 (85.5)                   | 35.0 (95)                     | 40.0 (104)                    | 42.3 (108.1)                  | 41.5 (106.7)                  | 38.7 (101.7)                  | 32.5 (90.5)                   | 25.3 (77.5)                   | 20.4 (68.7)                   | 31.2 (88.2)                   |
| 日平均気温 °C （°F）                   | 13.1 (55.6)                   | 15.3 (59.5)                   | 18.0 (64.4)                   | 21.3 (70.3)                   | 25.8 (78.4)                   | 30.5 (86.9)                   | 33.9 (93)                     | 33.5 (92.3)                   | 30.4 (86.7)                   | 24.3 (75.7)                   | 17.5 (63.5)                   | 13.1 (55.6)                   | 23.1 (73.6)                   |
| 平均最低気温 °C （°F）                 | 5.8 (42.4)                    | 7.6 (45.7)                    | 10.0 (50)                     | 12.8 (55)                     | 16.7 (62.1)                   | 20.9 (69.6)                   | 25.6 (78.1)                   | 25.5 (77.9)                   | 22.1 (71.8)                   | 16.1 (61)                     | 9.8 (49.6)                    | 5.7 (42.3)                    | 14.9 (58.8)                   |
| 最低気温記録 °C （°F）                 | −7.0 (19.4)                   | −3.5 (25.7)                   | −0.9 (30.4)                   | 0.0 (32)                      | 6.0 (42.8)                    | 9.1 (48.4)                    | 13.5 (56.3)                   | 14.5 (58.1)                   | 8.0 (46.4)                    | 0.3 (32.5)                    | −1.5 (29.3)                   | −8.0 (17.6)                   | −8.0 (17.6)                   |
| 雨量 mm （inch）                       | 10.6 (0.417)                  | 7.2 (0.283)                   | 5.8 (0.228)                   | 1.6 (0.063)                   | 0.5 (0.02)                    | 0.2 (0.008)                   | 3.8 (0.15)                    | 10.1 (0.398)                  | 7.5 (0.295)                   | 8.4 (0.331)                   | 4.9 (0.193)                   | 10.3 (0.406)                  | 70.9 (2.791)                  |
| 平均降雨日数 （≥0.1 mm）               | 2.7                           | 2.2                           | 2.1                           | 0.7                           | 0.3                           | 0.1                           | 1.0                           | 1.3                           | 1.1                           | 1.1                           | 1.2                           | 2.2                           | 16.0                          |
| 出典1：Servicio Meteorológico Nacional |                               |                               |                               |                               |                               |                               |                               |                               |                               |                               |                               |                               |                               |
| 出典2：El Sol de México および CONAGUA |                               |                               |                               |                               |                               |                               |                               |                               |                               |                               |                               |                               |                               |

## 経済

### 農業
灌漑農業が行われている。かつては綿花栽培が盛んだった。近年では、ネギ、アスパラガス、主用穀物など。

### 工業
メキシコの安い労働効果もあり、日本の会社からは三菱。Nestle、Jumex、Bimbo、Kelloggs、Sabritas などの工場がある。

### 観光
メヒカリ自身は砂漠の中の都市だが、メヒカリのムニシピオの中には、カリフォルニア湾に面したサン・フェリペ (San Felipe, Baja California) のような観光地があり、アメリカ合衆国からの観光客が訪れる。

## 文化

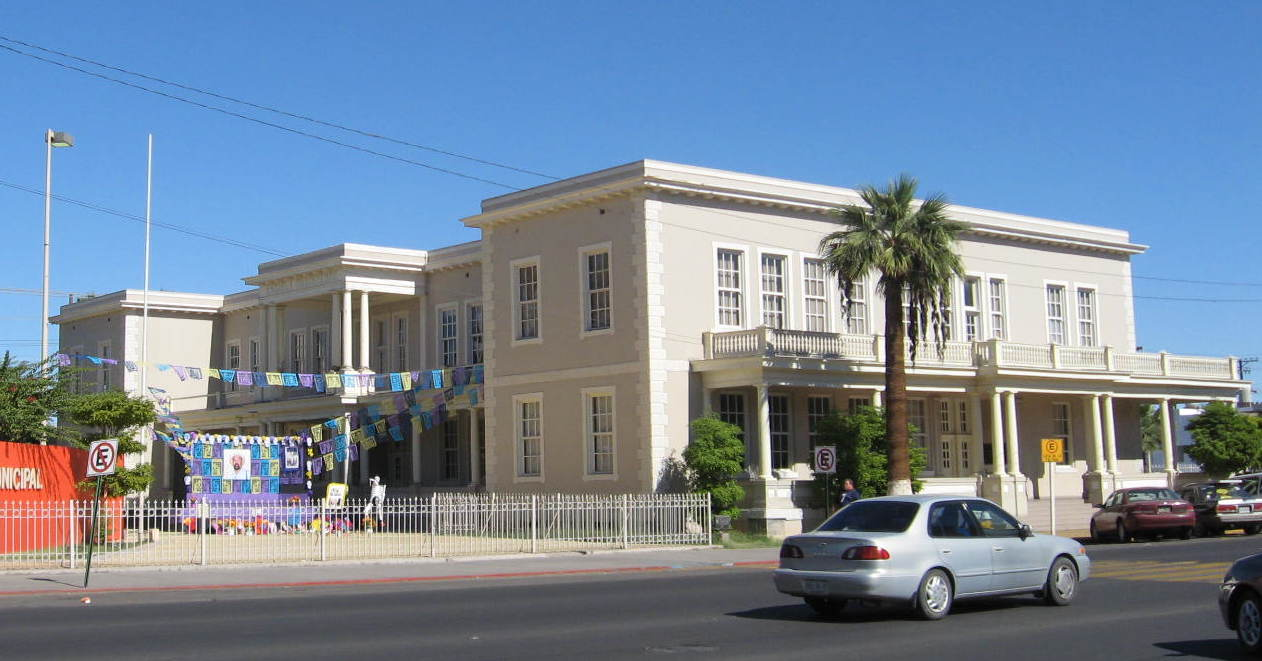
メヒカリにある「文化の家」

メヒカリの住人は自らを「カチャニージャ（西: Cachanillas）」（ココパ族が小屋を建てる際に使った現地の植物に由来する）と呼び、多様な文化的背景を持つ。ネイティヴ・アメリカン、ヨーロッパ人、アフリカ人、東アジア人、中東人など様々なルーツを持つ人々がおり、メキシコで最も民族的に多様性に富んだ都市のひとつである。
メヒカリ出身者の象徴とされる "Puro cachanilla" という歌がよく知られている。
2004年、市内には8つの劇場があった。

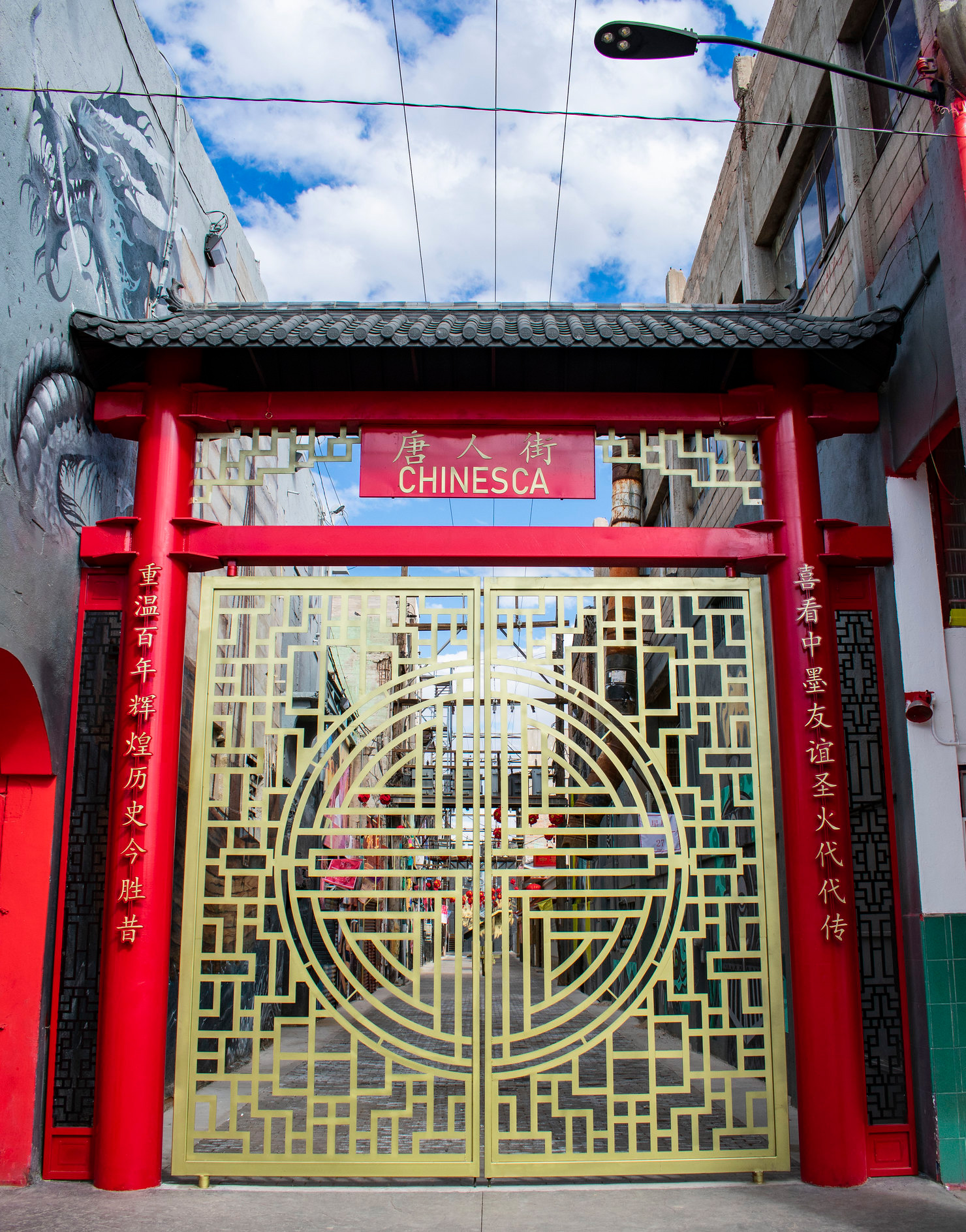
ラ・チネスカの式典用の扉

またメヒカリでは、春に4日間連続で催されるプログレッシブ・ロックのコンサート「バハ・プログ」があり、メヒカリ出身のプログレッシブ・ロック・バンドであるキャストが主催している。

### ラ・チネスカ
2012年にティフアナ市のラ・メサに抜かれるまで、メキシコで最も多くの中国系移民が住んでいると言われていた。それらの中国系移民は、メヒカリ渓谷に大規模な灌漑施設を建設したコロラド・リヴァーランド・カンパニーの労働力としてこの地に渡ってきた人々である。アメリカから来た移民の中には反中国的な政策から逃れてきた人々もいれば、中国から直接航行してきた人々もいる。何千人もの中国人が高賃金を約束されてこの地に誘致されたが、それが実現することはなかった。
2000年以降、新たに中国からメヒカリに移住する人々は、1960年以前と同じ地域の出身者が多く、おそらく90%以上が広東省または香港からの移民である。

## 交通

### 空港
ヘネラル・ロドルフォ・サンチェス・タボアダ国際空港（メヒカリ国際空港）により、各都市と接続されている。

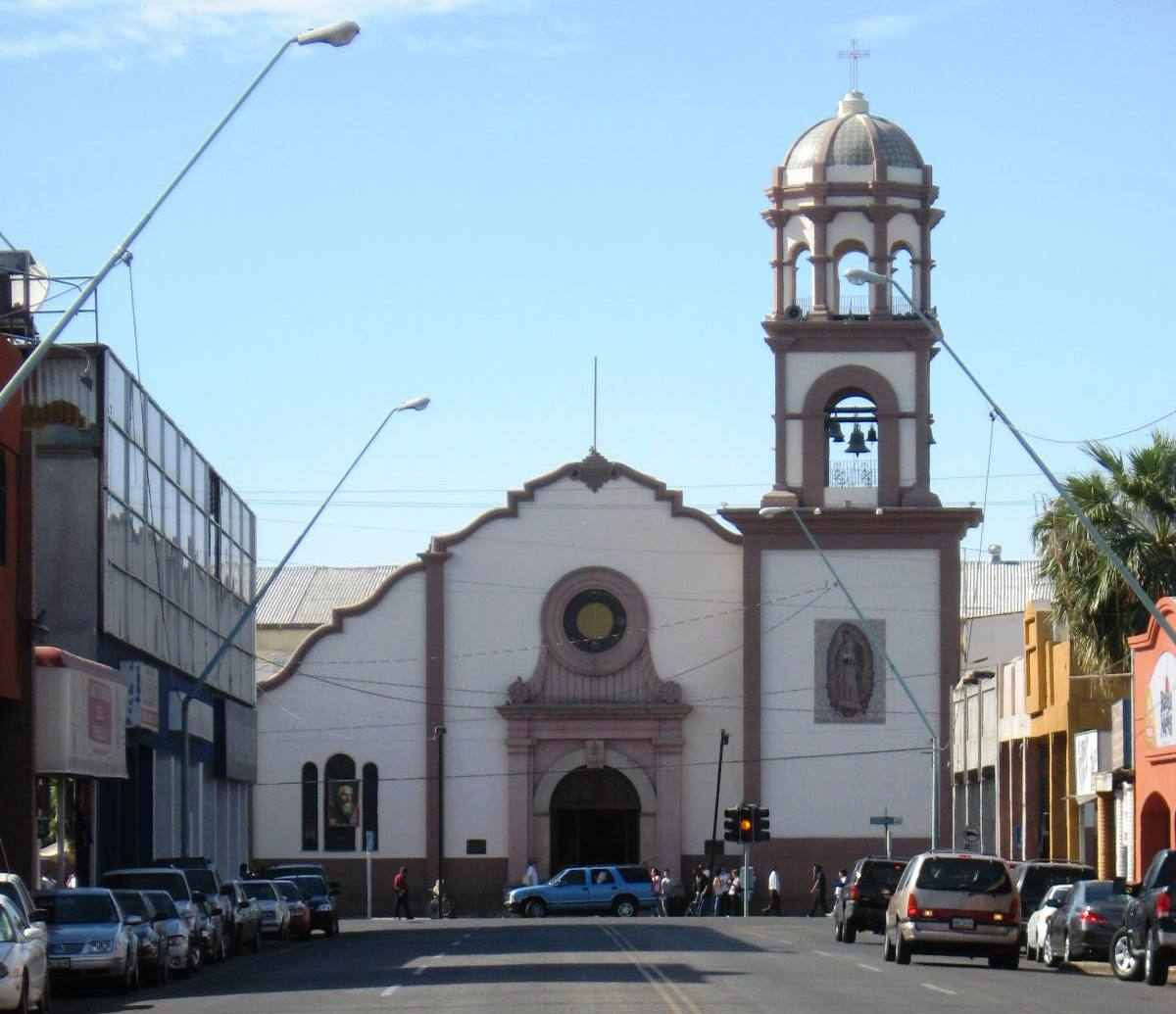
グアダルーペ大聖堂

## 対外関係

### 姉妹都市･提携都市
- サン・ルイス・リオ・コロラド （メキシコ ソノラ州）
- 台中市（中華民国 直轄市）
- 南京市 （中華人民共和国 江蘇省）
- 亀尾市 （大韓民国 慶尚北道）
- カレクシコ （アメリカ合衆国 カリフォルニア州）
- エル・セントロ （アメリカ合衆国 カリフォルニア州）
- インディオ （アメリカ合衆国 カリフォルニア州）
- サンバーナーディーノ （アメリカ合衆国 カリフォルニア州）
- ユマ （アメリカ合衆国 アリゾナ州）
- ナボホア （メキシコ ソノーラ州）